# Doppelherz

Logo der eingetragenen Wort-Bild-Marke

Doppelherz ist eine Marke für Nahrungsergänzungsmittel, die im Besitz des Pharmaunternehmens Queisser Pharma ist.
Die Produkte der Marke werden überwiegend in Flensburg produziert und sind weltweit in über 60 Ländern erhältlich. Angeboten werden Nahrungsergänzungsmittel, überwiegend freiverkäufliche pflanzliche Arzneimittel und Medizinprodukte. Sie sind in Apotheken, Drogeriemärkten und im Lebensmitteleinzelhandel erhältlich.

## Geschichte
Das gleichnamige Tonikum wurde 1919 vom Essener Drogisten Josef Peter Hennes erstmals zusammengestellt und ab 1921 vertrieben.
Anfänglich erfolgte der Vertrieb unter der Wortmarke „Doppelherz“ in Großbuchstaben, ergänzt durch die stilisierte Darstellung einer Krankenschwester, die ein rotes und ein schwarzes Herz in die Höhe hält. Die Entwicklung zur heutigen Wort-Bild-Marke begann nach dem Zweiten Weltkrieg. Bis in die 1950er Jahre wurde das Tonikum in Glasflaschen mit gewickeltem, bedrucktem Papiereinschlag angeboten, später in Glasflaschen mit Klebeetikett.
Die von Hennes zur Vermarktung der Doppelherz-Produkte gegründete Gesellschaft Doppelherz Chemische Fabrik J. P. Hennes GmbH blieb bis 1976 familiengeführt. 1975 erwirtschaftete Doppelherz einen Umsatz von 35 Millionen DM. 1976 verkaufte die altersbedingt ausscheidende Alleineigentümerin Claire Hennes, Schwiegertochter von Josef Peter Hennes, das Unternehmen an das Flensburger Spirituosenunternehmen Hermann G. Dethleffsen (heute: HGDF Familienholding). Seit 1978 gehörte auch Queisser Pharma, ein Hersteller von Zahnpasta („Kaliklora“) und Haftcremes („Protefix“) mit Sitz in Hamburg, zur Dethleffsen-Gruppe, und Doppelherz wurde mit Queisser Pharma verschmolzen.
Durch Werbung (seit 1982 in Form von Fernsehwerbespots) erlangten die Marke und ihre Slogans „Darauf kann man nicht verzichten“ (1950), „Stärkt Kreislauf, Nerven und Ihr Herz“ (1973) und insbesondere „Die Kraft der zwei Herzen“ (1980) Bekanntheit in Deutschland.
1987 verlegte Queisser Pharma den Unternehmenssitz und die Produktion von Doppelherz nach Flensburg an die ehemalige Fertigungsstätte des ebenfalls der Fam. Dethleffsen gehörenden Hansen Rums. Das Doppelherz-Tonikum war zu diesem Zeitpunkt das umsatzstärkste Produkt des Unternehmens und mit einem Marktanteil von 20 % die zweitwichtigste Marke auf dem deutschen Markt für Stärkungsmittel, dessen Volumen das Handelsblatt 1987 mit geschätzt 130 Mio. DM angab.
Ab den 1990er Jahren wurde Doppelherz nach Polen, Russland, Rumänien, Bulgarien und in die baltischen Länder exportiert; die erste Tochtergesellschaft gründete Queisser 2007 in Russland. Die weitere Ausdehnung des Vertriebs in asiatische, südamerikanische und afrikanische Länder folgte etwa ab 2010.
Ende der 1980er Jahre begann Queisser Pharma mit einer ersten Erweiterung des Doppelherz-Sortiments, zunächst mit Knoblauch- und Vitamin-E-Präparaten sowie einer zucker- und alkoholfreien Variante des Tonikums („Vital Tonikum N“). Ab 1999 wurde das erweiterte Nahrungsergänzungsmittelangebot unter „Doppelherz aktiv“ zusammengefasst. 2002 umfasste die „Aktiv“-Produktlinie 18 Produkte. Ab 2006 wurde mit „Doppelherz system“ ein Sortiment apothekenexklusiver Produkte eingeführt.

## Vertrieb
Der internationale Vertrieb der Produkte der Marke erfolgt in Bulgarien, Rumänien, der Türkei, Russland, der Ukraine und Polen über die Tochtergesellschaften von Queisser Pharma sowie in rund 60 weiteren Ländern über nationale Vertriebspartner.
Die Logistik für die nationalen und weltweite Auslieferung von Doppelherz-Produkten wickelt Queisser Pharma über ein eigenes Logistikzentrum in Handewitt bei Flensburg ab.

## Marktanteil
Im deutschen Lebensmitteleinzelhandel und in Drogeriemärkten ist Doppelherz nach einer 2017 veröffentlichten Statistik der Lebensmittel Zeitung mit einem Marktanteil von 15 % vor Merz, Klosterfrau, Omega Pharma und Kneipp Marktführer unter den OTC-Markenherstellern (den kumulierten Anteil aller Drogerie-Eigenmarken gab die Erhebung mit 21 % an). Nach Daten der Marktforschungsagentur IQVIA befand sich das Doppelherz-Präparat „Aktiv Magnesium“ 2017 auf Rang 3 der im deutschen Einzelhandel am meisten nachgefragten Nahrungsergänzungsmittel. Im Apothekensegment ist Doppelherz Marktführer bei nicht verschreibungspflichtigen Fischölpräparaten (Daten von 2016).
Doppelherz-Produkte werden in China in Originalaufmachung mit chinesischem Aufkleber vertrieben; als Markenbotschafter traten Manuel Neuer und die chinesische Schauspielerin Qin Lan auf.

## Kritik
In einer 2018 erstmals ausgestrahlten NDR-Dokumentation zur Krillfischerei in der Antarktis begleitete ein NDR-Team eine Antarktisexpedition von Greenpeace. In der Reportage beschreibt und unterstützt der Sender die Kritik der Umweltschutzorganisation am Krillfang und an der Nutzung von Krillöl für Omega-3-Fettsäurepräparate. Der vom NDR herausgegebene Begleittext zur Reportage erwähnt auch Doppelherz-Krillölprodukte von Queisser Pharma.
Nach Angaben des Unternehmens wird das für die Krillöl-Präparate der Marke verwendete Krillöl vom Marktführer Aker Biomarine bezogen. In Reaktion auf die Greenpeace-Kritik entschlossen sich Aker Biomarine und weitere Krillfang-Unternehmen zur Zusammenarbeit mit der Umweltschutzorganisation und zum freiwilligen Verzicht auf Krillfang-Aktivitäten in Teilen der ökologisch sensiblen Küstengebiete um die antarktische Halbinsel, unter anderem in Pufferzonen um Pinguin-Brutkolonien. Diese Schutzmaßnahmen sollen 2020 in Kraft treten.